# Peter Nagy (zenész)
Peter Nagy (Eperjes, 1959. április 9. –) szlovák énekes, gitáros és zeneszerző, az Indigo együttes frontembere.

## Pályafutása
Eperjesen érettségizett, majd filozófiát tanult. Népdalénekesként kezdte pályafutását. Első sikeres dala a Profesor Indigo volt, melyet 1982-ben rögzített Kassán és 1983-ban jelent meg. Ugyanebben az időszakban teljesített katonai szolgálatot Pozsonyban, a katonazenekar énekese volt. Itt alakította meg az Indigo együttest is. 1985-ben elnyerte az Arany fülemüle díjat (Zlatý slavík). 1987-re együttesével már 500 koncerten voltak túl. 
A nyolcvanas évek második felében több gyereklemezen is közreműködött. A zenélésen kívül fényképezéssel is foglalkozik, saját stúdiót működtet Art Foto Nagy néven.

## Lemezei
- Chráň svoje bláznovstvá (1984)
- Mne sa neschováš (1985)
- Myslíš na to, na čo ja? (1986)
- Jockey (1986, angol nyelvű album)
- Ale (1987)
- Peter Nagy v Štúdiu "S" (1988)
- Šachy robia človeka (1989)
- Finta (1990)
- Jamaica rum (1991)
- Revolver & Muzika (1993)
- 008 (1996)
- 99 watt (1998)
- Nové svetlo (2002)
- Labute a havrany (2009)
- Petrolej (2021)